# Antonavas
Antonavas (en francès Antonaves) és un antic municipi francès, situat al departament dels Alts Alps i a la regió de Provença – Alps – Costa Blava. Des del 1er de gener de 2016, es municipi delegat del municipi nou de Vau Buech Mèuja amb Chasteunòu de Chabra i Ribiers, la capital.

## Demografia
| 1821                                       | 1962 | 1968 | 1975 | 1982 | 1990 | 1999 | 2006 | 2013 |
| ------------------------------------------ | ---- | ---- | ---- | ---- | ---- | ---- | ---- | ---- |
| 307                                        | 64   | 62   | 70   | 101  | 126  | 158  | 166  | 179  |
| Des de 1962: població sense dobles comptes |      |      |      |      |      |      |      |      |

## Administració
| Període               | Identitat        | Partit |
| --------------------- | ---------------- | ------ |
| 2001-2014             | Jean-Paul Aubert |        |
| 2014-desembre de 2015 | Isabelle Boiteux |        |